# Крыжицкий, Сергей Дмитриевич
Сергей Дмитриевич Крыжицкий (11 декабря 1932, Киев — 27 января 2018, Киев)— советский и украинский ученый-археолог, член-корреспондент Национальной академии наук Украины (1990), доктор архитектуры (1980), лауреат Государственной премии Украины в области науки и техники (2002) , Государственной премии Украины в области архитектуры (2007).

## Биография
Родился в Киеве в семье служащих. После окончания школы поступил на факультет архитектуры Киевского художественного института. В 1960—1964 годах работал в должности архитектора, впоследствии — младшего научного сотрудника в Научно-исследовательском институте теории и истории архитектуры. Именно здесь и началась его самостоятельная работа по изучению архитектуры античного города Ольвии.
Начиная с 1964 года профессиональная деятельность связана с Институтом археологии НАН Украины. Здесь он написал диссертацию на соискание степени кандидата исторических наук о жилище античной Ольвии (1968) и диссертацию доктора архитектуры (1980). С 1981 года руководил отделом античной археологии института, а с 1987 года долгое время работал заместителем директора.
Среди его учеников немало кандидатов и докторов исторических наук — известных специалистов по античной и скифской археологии.
С. Д. Крижицкий проводил большую научно-организационную и координационную работу, налаживал сотрудничество с зарубежными коллегами, возглавлял украинско-румынскую комиссию по истории, археологии, этнологии и фольклористике при Президиуме НАН Украины.
Умер 27 января 2018 года в Киеве на 86 году жизни. Похоронен на Байковом кладбище вместе с семьей.

## Археологические исследования Ольвии
В 1974—1981 годах Крыжицкий заведовал заповедником «Ольвия». В том, что последний получил статус национальный есть большая заслуга С. Д. Крижицкого и его учеников, которые приложили немало усилий, чтобы этот археологический памятник стал всемирно известным.
В течение 1972—1994 годов ученый неизменно возглавлял Ольвийскую археологическую экспедицию Института археологии АН Украины, а последние годы является ее научным консультантом, инициировал новые проекты по исследованию не только Ольвийского городища, но и многочисленных поселений сельскохозяйственного округа античного города. Ольвийская экспедиция стала базой для разработки и внедрения качественно новой методики раскопок и разведок, новых принципов классификации, фиксации и реставрации памятников археологии, а также проведения масштабных подводных археологических исследований.
К наиболее весомым достижениям С. Д. Крижицкого принадлежат исследование характера греческой колонизации в районе Ольвии и создание ее модели, взаимоотношений Ольвии и скифов в V ст. до н. э., историческая периодизация развития Ольвийского полиса. Он разработал принципы реконструкции открытых остатков античных жилых домов Северного Причерноморья и оценки степени достоверности этих реконструкций, что открыло новые возможности для проведения сравнительного анализа. Ученый лично обосновал и выполнил более полусотни графических реконструкций жилых домов и нескольких северо-причерноморских храмов, двух курганов, западных городских ворот и центральной части Ольвии. Впервые в отечественной историографии он создал историю домостроения античных государств Северного Причерноморья с определением его локальных и общих особенностей, периодизации развития.

## Публикации
Научное наследие Сергея Дмитриевича насчитывает около 200 работ, опубликованных в украинских и зарубежных изданиях. К числу важнейших из них относятся такие его фундаментальные монографии, как «Жилые ансамбли древней Ольвии» (1971), «Жилые дома античных городов Северного Причерноморья» (1982), «Ольвия. Историографическое исследование архитектурно-строительных комплексов» (1985), «Архитектура античных стран Северного Причерноморья» (1993), также написанные в соавторстве — «Сельская округа Ольвии» (1989), «Античные поселения Нижнего Побужья» (1990), «Ольвия. Раскопки, история, культура» (1997), «Ольвия. Античное государство в Северном Причерноморье» (1999). Не считая того, С. Д. Крыжицкий участвовал в написании многих коллективных обобщающих работ.
С участием Сергея Дмитриевича изданы также пособия для студентов высших учебных заведений, а за границей увидела свет написанная в соавторстве монография «Olbia. Eine altgriechische Stadt im nordwestlichen Schwarzmeerraum» (Лейден-Нью-Йорк-Кельн, 1995).
Под научной редакцией С.А. Д. Крыжицкого опубликовано много монографий и сборников статей. Он является членом редколлегий журналов «Археология», «Вестник древней истории» (Москва), «Ancient Civilizations from Scithia to Siberia». An International Journal of Comparative Studies in History and Archaeology (Лейден), Проблемы истории, филологии, культуры (Москва—Магнитогорск), а также одним из главных редакторов румынско-украинского журнала Inter academika.

## Награды
За весомый вклад в исследование античной истории и культуры в 1994 году С. Д. Крыжицкий был награжден премией им. М. О. Макаренко, а в 1997 году — Почетной грамотой Российской академии наук. Он избран почётным доктором Научно-исследовательского института теории и истории архитектуры и градостроительства.
Лауреат Государственной премии Украины в области науки и техники (2002), Государственной премии Украины в области архитектуры (2007).